# WordGrinder
WordGrinder — текстовий процесор для терміналу Unix (Linux, MacOS) або консолі Windows. Wordgrinder зосереджується на створенні мінімалістичного середовища обробки тексту, щоб зменшити відволікання для кінцевого користувача. Автор програми написав програму для власного використання під час роботи над романом. Файли зберігаються в текстовому форматі, який містить параметри та стилі разом із документом (у версіях до v0.7 використовувався двійковий формат файлу замість звичайного тексту). Підтримує імпорт з та експорт у Markdown, ODT та інші формати. Підтримує введення та зберігання тексту українською мовою, хоча не має українського інтерфейсу.